# Estados Belgas Unidos
```
   |-
       |
Erro:
:  
valor não especificado para "
nome_comum
"
```

Os Estados Belgas Unidos ou Estados Unidos da Bélgica (em francês:  États Belgiques Unis; em neerlandês:  Verenigde Nederlandse Staten ou Verenigde Belgische Staten) foram uma Confederação de países membros dos Países Baixos Austríacos, que se proclamaram independentes do imperador José II, em 1790. José II era o soberano de diversos países, sendo ao mesmo tempo duque de Brabante e de Limburgo, duque de Luxemburgo, conde de Flandres, conde de Hainaut, conde de Namur, Senhor de Mechelen, Senhor de Tournai, etc.
Na época, a palavra ”Bélgica“ era usada como adjetivo, significando “dos Países Baixos” ou “dos Países Baixos do Sul”; às vezes, usava-se «as Bélgicas», no lugar de «os Países Baixos».

## Independência e tratado de união
Entre 1787 e 1790, aconteceu a Revolução brabantina, contra as reformas paulatinas do imperador José II. Esta revolução não foi ligada à Revolução francesa.
Dirigidos por Henri van der Noot, um dos membros da nobreza de Bruxelas, os insurgentes derrotam os Austríacos em Turnhout, a 27 de outubro de[1789; invadiram Gante, em 13 de novembro, obrigando os regentes imperiais Alberto Casimiro, Duque de Teschen e sua esposa, a arquiduquesa Maria Cristina de Habsburgo-Lorena a partirem para o exílio. Van der Noot proclamou então a independência do Brabante e outras províncias dos Países-Baixos seguirem o exemplo (exceto o Luxemburgo).
O tratado de união foi assinado em Bruxelas, a 11 de janeiro de 1790, por deputados dos nove Estados, especialmente os Estados de Brabante, de Gueldres, de Flandres, de West–Flandres, de Hainaut, de Namur, do Tournaisis e de Malines. Não foi assinado pelo Luxemburgo onde permaneceu a autoridade ducal do imperador.
Em paralelo, no Principado de Liège, a situação era bastante diferente. Após a Tomada da Bastilha, em 14 de julho de 1789, os habitantes de Liège obtêm o fim do Antigo Regime. A partir de 18 de agosto, após a tomada da cidadela, eles começam a redigir uma nova constituição. Em 1790, a nação de Liège estabelece aliança com os Estados Belgas Unidos. A Revolução de Liège não tem nenhum ponto em comum com a Revolução Brabante. É também diferente da Revolução Francesa por seu grande radicalismo.

## Causas e finalidades
A Revolução Brabantina foi mais conservadora que a Revolução Francesa. A agitação foi provocada pelas tentativas de centralização e de reformas de José II. A união confederal inspirava-se no Acto de Haia de 1581 - pelo qual as sete províncias dos Países Baixos do Norte se separaram de seu rei - e na Declaração da Independência dos Estados Unidos - pela qual as treze colônias fizeram o mesmo, em 1776. Os tamanhos das populações dessas três uniões eram comparáveis, na época.

## Desaparecimento e consequência
Na ausência de suporte internacional, a «República de Bélgica das nove províncias dos Paises-Baixos do Sul» existiu por apenas um ano. Em dezembro 1790, um exército imperial austríaco tomou novamente o poder, em nome do novo imperador, Leopoldo II.
O imperador interveio também em Liège, para restabelecer o príncipe-bispo Cesar Constantin-François de Hoensbroeck. Os revolucionários de Liège refugiaram-se na França.
Apesar de sua curta duração, a Revolução Brabantina permitiu aos Belgas conhecer uma primeira independência, unidos na mesma nação. Quarenta anos mais tarde, uma segunda revolução aconteceu e levou à criação da Bélgica.